# 魚住の滝
魚住の滝（うおずみのたき）は、大分県竹田市の大野川にある滝。落差約5m、幅約15m。魚住滝と表記することもある。
大野川の源流域に位置する。古くから知られた名瀑で、昭和初期に選定された日本百景のひとつにも数えられているが、1955年（昭和30年）にすぐ上流に竹田調整池堰が建設されたことなどにより、往時の景観は損なわれている。